# Burchardia
Burchardia is een geslacht uit de herfsttijloosfamilie (Colchicaceae). De soorten komen voor in Australië.

## Soorten
- Burchardia bairdiae Keighery
- Burchardia congesta Lindl.
- Burchardia monantha Domin
- Burchardia multiflora Lindl.
- Burchardia rosea Keighery
- Burchardia umbellata R.Br.